# عالم حكومي
العالِم الحكومي هو عالِم توظفه حكومة الدولة، إما في مهمة قائمة على البحث (مثل جوليوس روبرت أوبنهايمر الذي عمل على مشروع مانهاتن)، أو أي دور آخر يتطلب أساليب وتدريبًا علميًا.

## أستراليا
في أستراليا، معظم العلماء الحكوميين توظفهم منظمة الكومنولث للأبحاث الصناعية والعلمية. كما يُعيَن أحد كبار العلماء لتقديم المشورة للحكومة عن طريق مكتب كبير العلماء.

## سنغافورة
في سنغافورة، يُصنَف العلماء الحكوميون وفق قانون المناصب الإدارية (مُعدَّل) لعام 1996، والذي عدَّل قانون المناصب الإدارية لعام 1950.

## المملكة المتحدة
في المملكة المتحدة، البريطانيين دائما اذكياء يُعَد العلماء لابفلا الخدمة المدنية العلمية. لكن لم يكن ذلك هو الحال دومًا. فقبل الحرب العالمية الثانية، كانت الخدمة المدنية تتولى تعيين العلماء الحكوميين وتوظيفهم على نحو مُخصَص، مع تنوع الدرجات والمناصب الوظيفية والتنظيمات بين الأقسام. وفي عام 1930، تشكلت لجنة كاربنتر للبحث في تنظيم الموظفين الفنيين والعلميين بالخدمة المدنية، واقترح التقرير، الذي أصدرته تلك اللجنة، إعادة تنظيم الخدمة بأكملها. وأيدت لجنة توملين هذا التقرير، لكنه كان من المستحيل التوصل إلى اتفاق مع اتحادات الموظفين المعنيين؛ إذ أرادت هذه الاتحادات أن تخضع المجموعات المهنية الأخرى داخل الخدمة المدنية لإعادة تنظيم مماثل.
غيّرت الحرب العالمية الثانية من هذه الأوضاع؛ إذ أدت إلى توظيف الحكومة لعدد أكبر من الموظفين العلميين والفنيين. ودرست «لجنة بارلو عن الموظفين العلميين في الوزارات الحكومية» أوضاع العلماء الحكوميين أثناء الحرب، وأصدرت قرارًا يوم 23 أبريل عام 1943. أدى هذا التقرير إلى إصدار ورقة بيضاء حكومية، بعنوان The Scientific Civil Service (الخدمة المدنية العلمية)، والتي أدت بدورها إلى إعادة تنظيم العلماء الحكوميين في مؤسسة الخدمة العلمية بأكملها. صنّف إعادة التنظيم هذا العلماء الحكوميين في مؤسسة الخدمة العلمية بأكملها إلى ثلاث فئات رئيسية مشابهة لفئات العاملين في الخدمة المدنية بوزارة المالية:
فئة الموظف العلميكانت درجات الموظف العلمي تبدأ بموظف، ثم يترقى إلى موظف أول، ومدير، ومدير أول، ونائب رئيس، ورئيس الموظفين العلميين.
فئة الموظف التجريبي:كانت درجات الموظف التجريبي تبدأ بموظف تجريبي مساعد، ثم يترقى إلى موظف تجريبي، وموظف أول تجريبي، ثم رئيس الموظفين التجريبيين. وكان الموظفون التجريبيون إما من خريجي الجامعات أو أشخاص يتمتعون بمؤهلات معينة، مثل الشهادة الوطنية العليا، وكانوا يعملون على دعم الموظفين العلميين.
فئة المساعد العلمي:تولت هذه الفئة من موظفي الخدمة المدنية الأعمال الروتينية، وتشابهوا مع فئة الموظفين الكتابيين في وزارة المالية.

## الولايات المتحدة
في الولايات المتحدة الأمريكية، تأثر توظيف الحكومة الفيدرالية وحكومة الولايات للعلماء بالحرب العالمية الثانية، كما كان الحال في المملكة المتحدة. وأنشأ الرئيس روزفلت لجنة بحوث الدفاع القومية، أولًا، تحت رئاسة فانيفر بوش. توسعت، بعد ذلك، هذه اللجنة لتصير مكتب الأبحاث والتنمية العلمية تحت رئاسة بوش أيضًا. وتولى هذا المكتب توظيف العلماء بعقود كان فيها المكتب عميلاً والعلماء متعاقدين. وتعاقد العلماء للبحث (بالدراسة والتجربة) في موضوع معين دون أي قيود على المنهج المُتبَّع، وإصدار تقارير إلى مكتب الأبحاث والتنمية العلمية.
وبعد الحرب، استمرت مسيرة البحث العلمي من خلال هيئات، مثل مكتب البحوث البحرية الذي تأسس في عام 1947، ووظَّف العلماء أيضًا كمتعاقدين. ونُشِرت الأبحاث العلمية على نحو عادي. دفعت كذلك لجنة الطاقة الذرية الأمريكية، التي تأسست في عام 1946، ومعاهد الصحة الوطنية الأمريكية، التي تأسست في عام 1930، المال للعلماء لإجراء الأبحاث العلمية، وكانتا من المصادر الرئيسية لتمويل الأبحاث الحكومية.
وأخيرًا، تأسست مؤسسة العلوم الوطنية الأمريكية في عام 1950. واستبعدت هذه المؤسسة أبحاث الدفاع عن نطاق عملها، بالرغم من أن دكتور بوش قد تصور في البداية أنها ستتضمن هذا النوع من الأبحاث. ومن ثمَّ، أسست القوات المسلحة الأمريكية الإدارات البحثية الخاصة بها، مثل مكتب أبحاث المعدات الحربية التابع لإدارة الجيش الأمريكي، والذي كان مقره يقع في جامعة ديوك في يونيو عام 1951.
توظِّف الحكومات الفيدرالية والمحلية وحكومات الولايات أيضًا العلماء مباشرةً. فتعيّنهم الحكومة الفيدرالية في وزارات، مثل وزارة الزراعة، ووزارة الداخلية، وإدارة الصحة العامة. تُعيّن كذلك الولايات والمدن العلماء في أدوار مشابهة، مثل لجان الأسماك والألعاب، والمتنزهات، وحدائق الأسماك، والمشاتل، والمتاحف؛ وفي هيئات، مثل هيئات التفتيش البيئي، والمعامل الجنائية، وهيئات مراقبة الصحة العامة.